# 伯恩維爾 (阿肯色州)
伯恩維爾（英語：Burnville）是位於美國阿肯色州錫巴斯琴縣的一個非建制地區。該地的面積和人口皆未知。

## 地理
伯恩維爾的座標為35°11′19″N 94°11′21″W / 35.18861°N 94.18917°W，而該地的平均海拔高度為195米（即640英尺）。